# 4136 Artmane
A 4136 Artmane (ideiglenes jelöléssel 1968 FJ) a Naprendszer kisbolygóövében található aszteroida. Tamara Mihajlovna Szmirnova fedezte fel 1968. március 28-án.